# Nombre de Bell
Pour les articles homonymes, voir Bell.

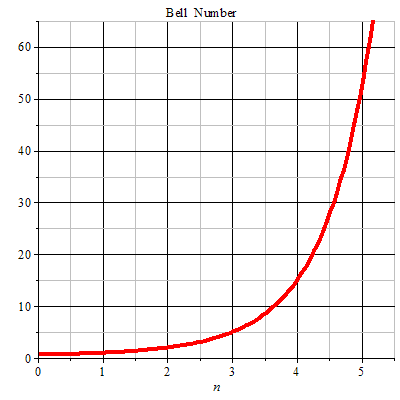
Représentation d'une fonction interpolant la suite des nombres de Bell.

En mathématiques, le n-ième nombre de Bell (du nom de Eric Temple Bell) est le nombre de partitions d'un ensemble à {\displaystyle n} éléments distincts ou, ce qui revient au même, le nombre de relations d'équivalence sur un tel ensemble.

## Premières propriétés
- Ces nombres forment la suite d'entiers  A000110 de l'OEIS, dont on peut calculer à la main les premiers termes :{\displaystyle B_{0}=1,\quad B_{1}=1,\quad B_{2}=2,\quad B_{3}=5,\quad B_{4}=15,\quad B_{5}=52,\quad B_{6}=203,\quad B_{7}=877,\quad \ldots }Le premier vaut 1 car il existe exactement une partition de l'ensemble vide : la partition vide, formée d'aucune partie. En effet, ses éléments (puisqu'il n'y en a aucun) sont bien non vides et disjoints deux à deux, et de réunion vide.
- Les {\displaystyle B_{3}=5} partitions de {\displaystyle \{a,b,c\}} sont {\displaystyle \{\{a\},\{b\},\{c\}\}}, {\displaystyle \{\{a,b,c\}\}}, et les trois partitions du type {\displaystyle \{\{a\},\{b,c\}\}}.
- Les nombres de Bell peuvent aussi se calculer de proche en proche par la relation de récurrence suivante, parfois nommée « relation d'Aitken »[2] et en fait due au mathématicien japonais du XVIIIe siècle Yoshisuke Matsunaga[3]:{\displaystyle B_{n+1}=\sum _{k=0}^{n}{n \choose k}B_{k},}qui peut se démontrer ainsi :
Ayant fixé un élément x dans un ensemble à n + 1 éléments, on trie les partitions suivant le nombre {\displaystyle k} d'éléments hors de la partie contenant {\displaystyle x}.
Pour chaque valeur de k de 0 à n, il faut donc choisir k éléments parmi les n éléments différents de x, puis s'en donner une partition.
- Les sept plus petits nombres de Bell premiers sont B2 = 2, B3 = 5, B7 = 877, B13 = 27 644 437, B42 = 35 742 549 198 872 617 291 353 508 656 626 642 567, B55 = 359 334 085 968 622 831 041 960 188 598 043 661 065 388 726 959 079 837 et B2841 (cf. suites  A051131 et  A051130 de l'OEIS). On ignore s'il en existe d'autres.

## Série génératrice
Pour manipuler tous les nombres de Bell, on peut s'intéresser aux séries génératrice et génératrice exponentielle associées, qui sont respectivement :
La première est par exemple utilisée pour étudier les classes de congruence des {\displaystyle B_{n}}. Quant à la seconde série formelle, elle est solution de l'équation différentielle {\displaystyle E'(X)=\mathrm {e} ^{X}E(X)} : on le constate en écrivant la formule de récurrence sous la forme 
On en déduit qu'elle est égale à {\displaystyle \mathrm {e} ^{\mathrm {e} ^{X}}} à une constante multiplicative près (qu'on trouve par identification du terme constant) :
L'identification des coefficients conduit à la formule de Dobinski :
qui est le moment d'ordre n d'une loi de Poisson de paramètre 1.

## D'autres propriétés
Les nombres de Bell vérifient également la congruence de Touchard : si {\displaystyle p} est un nombre premier quelconque alors
{\displaystyle B_{p+n}\equiv B_{n}+B_{n+1}\mod p.}
Chaque nombre de Bell est une somme de nombres de Stirling de seconde espèce :
{\displaystyle B_{n}=\sum _{k=0}^{n}S(n,k)=\sum _{k=0}^{n}\left\{{\begin{matrix}n\\k\end{matrix}}\right\}.}
On connait plusieurs formules asymptotiques pour les nombres de Bell ; l'une d'elles est 
{\displaystyle B_{n}\sim {\frac {1}{\sqrt {n}}}\left[{\frac {n}{W(n)}}\right]^{n+{\frac {1}{2}}}e^{{\frac {n}{W(n)}}-n-1},}
où W est la fonction W de Lambert ; on obtient une approximation moins précise, mais plus commode d'emploi, à l'aide de l'encadrement {\displaystyle \ln x-\ln \ln x<W(x)<\ln x} ; on pourra également remarquer la similitude de l'approximation précédente avec la formule de Stirling.